# 미레야 모스코소
미레야 모스코소 (Mireya Elisa Moscoso Rodríguez de Arias, 1946년 7월 1일 ~ )는 파나마의 정치인이다. 1999년부터 2004년까지 파나마 최초의 여성 대통령으로 재임하였다.
모스코소는 미국, 마이애미 대드 대학의 인테리어 디자인 졸업증서를 가지고있으며 파나마의 전 대통령 아르눌포 아리아스의 미망인이다.
대통령 미레야 모스코소는 전현직 여성 대통령과 총리들의 국제적인 네트워크인 세계 여성지도자 협의회의 회원이다.

## 대통령 재임 기간
1999년 12월 14일 미국이 관리해오던 파나마 운하가 공식적으로 반환되었으며, 2003년 8월 21일에 농산물 판매촉진을 여는 대만과 파나마의 FTA에 서명하였다.

## 역대 선거 결과
| 선거명      | 직책명          | 대수 | 정당           | 득표율 | 득표수    | 결과 | 당락               |
| ----------- | --------------- | ---- | -------------- | ------ | --------- | ---- | ------------------ |
| 1994년 선거 | 파나마의 대통령 | 28대 | 파나메니스타당 | 29.09% | 310,372표 | 2위  | 낙선               |
| 1999년 선거 | 파나마의 대통령 | 29대 | 파나메니스타당 | 44.80% | 572,717표 | 1위  | 파나마 대통령 당선 |